# Endomorphisme

Projection orthogonale sur une droite. Ceci est un exemple d'endomorphisme qui n'est pas un automorphisme.

En mathématiques, un endomorphisme est un morphisme (ou homomorphisme) d'un objet mathématique dans lui-même. Ainsi, un endomorphisme d'espace vectoriel {\displaystyle E} est une application linéaire {\displaystyle f:E\to E}, et un endomorphisme de groupe {\displaystyle G} est un morphisme de groupes {\displaystyle f:G\to G}, etc. En général, nous pouvons parler d'endomorphisme de n'importe quelle catégorie.
Étant donné un objet {\displaystyle X} d'une catégorie {\displaystyle C} et deux endomorphismes {\displaystyle f} et {\displaystyle g} de {\displaystyle X} (donc de type {\displaystyle X\to X}), la composée de {\displaystyle g} par {\displaystyle f}, notée {\displaystyle f\circ g} (prononcer f rond g), est aussi un endomorphisme de {\displaystyle X} (elle a aussi le type {\displaystyle X\to X}). Comme l'application identité de {\displaystyle X} est aussi un endomorphisme de {\displaystyle X}, nous voyons que l'ensemble de tous les endomorphismes de {\displaystyle X} forme un monoïde, noté {\displaystyle \operatorname {End} _{C}(X)} ou simplement {\displaystyle \operatorname {End} (X)}, si la catégorie est connue.

## Anneau des endomorphismes
Dans de nombreuses situations, il est possible d'additionner les endomorphismes, et avec la composition des applications, les endomorphismes d'un objet donné forment un anneau, appelé l'anneau des endomorphismes (en) de l'objet. Cela est possible, par exemple, dans les catégories des groupes abéliens, des modules, des espaces vectoriels, et plus généralement dans toutes les catégories préadditives (en).

## Automorphismes
Un isomorphisme est un morphisme qui possède un morphisme réciproque, on peut dire que c'est un morphisme bijectif.
Un endomorphisme qui est aussi un isomorphisme est appelé un automorphisme.
On a donc les implications suivantes :
| automorphisme | ⇒ | isomorphisme    |
| ⇓             |   | ⇓               |
| endomorphisme | ⇒ | (homo)morphisme |

## Endomorphismes linéaires
Un endomorphisme linéaire est un endomorphisme d'espaces vectoriels. Ils permettent de décrire les transformations linéaires comme les rotations, les homothéties ou les projections.
En dimension finie, un endomorphisme linéaire {\displaystyle f:V\to V} est uniquement déterminé par l'image de sa base. Un endomorphisme peut donc s'écrire comme une matrice carrée.
La réduction d'endomorphisme consiste à chercher une base dans laquelle la matrice associé est facilement manipulable.